# ميستر إكهرت

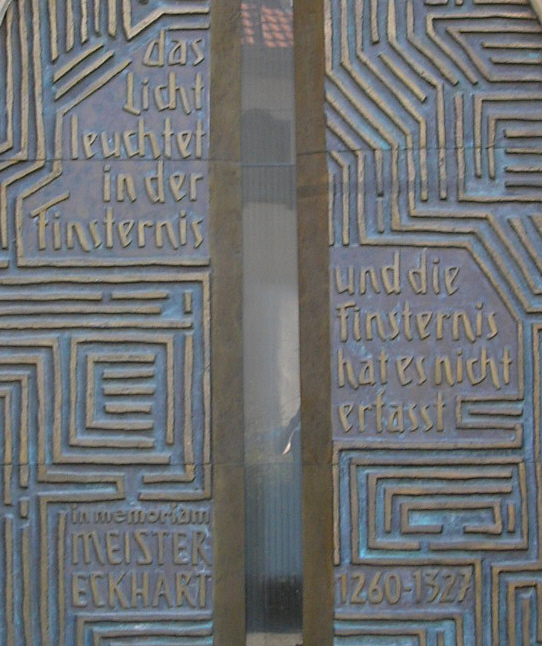
بوابة ميستر إكهرت بكنيسة إرفُرت

مَيستر إكهَرت (بالألمانية: Meister Eckhart) (1260 - 1328) فيلسوف وعالم لاهوت كان مسيحيا ولد فيما يعرف الآن بألمانيا، درس في أحد المعاهد الدينية وتخرج وحصل على رتبة عالية في الكنيسة، وعمل في فرنسا كمعلم لاهوتى، اثارت افكاره بعض الاورثوذكسيين المتخوفين من كل جديد وادى ذلك لاتهامه بالهرطقة، كما أن فكره كان مشابها أحيانا لفكر جماعة اخوية الروح الحرة والتي كانت الكنيسة تحاربها بشدة، كتب دفاعا عن نفسه واعلن انه يتراجع مقدما عن أي من كتاباته التي ترفضها الكنيسة، وقبل صدور الحكم توفى لياتى الحكم بتحريم عدة اقوال له والتحفظ على بعض اخر مع اعتبار إكهرت توفى مسيحيا طاهرا لانه كان أعلن انه سيسحب أي اقوال ترفضها الكنيسة. وبالرغم من رفض الكنيسة له إلا أن تلاميذه ظلوا يحترمونه ويلقبونه بالمعلم المقدس، كان له عدة اتباع مثل تاولر وسوزو وزويسبرويك وغيرهم ممن عرفوا بباطنى الراينلاند أو (اصدقاء الله). ظل إكهرت أحد أهم رموز الإصلاح إلى لوثر. ولكن شهرته خفتت بعد ذلك وظل منسيا إلا أن احيا الثيوصوفى فرانز بفايفر فكره الافلاطونى الجديد وقام بنشر مقاطع كثيرة له باللاتينية والألمانية.

## فكر إكهرت
كان إكهرت يعتمد فكرا باطنيا افلاطونى الطراز. كان يرى ان الاله الأعلى godhead من المستحيل ادراكه بالعقل والحواس، لانه لا يدخل في عالم الحواس أو الكثرة. فهو الواحد فقط، ليس الها «شخصيا» أي انه لا يفكر أو يشعر أو يتكلم، مجرد نوع من «النور الصافى» إذا ما استخدمنا لغة الرمز. ويتجلى الاله اللاشخصى في صورة الله، أي ان الله هو صورة شخصية للاله الأعلى اللاشخصى، فالله يفكر ويحب ويكره ويعرفنا، الله هو الاب ونحن الأبناء، من هنا ياتى تفسير إكهرت للثالوث المسيحي، كيف يكون الله أبا وابنا وروحا قدس ومع ذلك هو اله واحد؟ الإجابة بسيطة من وجهة نظر الفلسفة الإكهرتية. الاله الأعلى واحد فقط، الاب هو الاله الشخصى في السماء اما الابن فهو بداخل كل واحد منا كلنا أبناء الله لكننا لا ندرك جوهرنا الالهى الكائن بنا (يحب إكهرت تسمية ذلك الجوهر بقمة الروح) وقمة الروح ليست هي الروح، فلكل واحد منا روحا تختلف عن روح الآخر اما القمة فهي كيان لاشخصى أي انه يتطابق فينا كلنا، تخيل اننا صفحات مختلفة مكتوب على كل واحدة منها كلاما مختلفا عن الصفحة الأخرى، فبياض الصفحة وحد بنا اما الاختلاف فهو بالحروف وترتيبها. لكن عندما تصل الروح لقمتها تنسى كل ما هو بها من معلومات وحروف وكلمات ولا يبقى بها الا البياض فقط، ومن ثم استطيع ان اقول اننى اصير كل الناس عندما لا اعود نفسى، انظروا لهذه العبارة
«من وجد نفسه يضلها اما من اضل نفسه فهو يجدها» كيف يكون هذا؟ إذا وجدت نفسك التجريبية (أي الروح فقط) فانت بذلك تهتم بالمعلومات والكلام المكتوب فيك، لكنك تنسى بياضك الاصلى، تنسى روحك الترانسندنتالية. وعندما تنسى نفسك، عندما تمحو الحروف والكلمات، فانك ترى بياض الصفحة الذي كان تختبئ رواء الكلام، أي انك تعود طفلا. ومن هنا فعبارة المسيح هذه تصبح واضحة جدا في ظل الفكر الإكهرتى (أو الباطنى عموما):
«لحق اقول لكم ان لم ترجعوا وتصيروا مثل الأولاد فلن تدخلوا ملكوت السموات» اما الروح القدس فهو رابطة الابن بالاب، أي انه اشتياق الإنسان للعودة لله، ولذلك إذا لم يشعر الإنسان بالرغبة في الاتحاد بالله، فلن يخلص ابدا ومن هنا أيضا يظهر معنى آية كهذه:
«كل من قال كلمة على ابن الإنسان يغفر له.واما من جدف على الروح القدس فلا يغفر له.»
ولا يرى إكهرت خلق العالم كفعل كاى فعل، الله ياتى، يقول للكون كن فيكون، ثم يذهب الله لفعل أي شيء والكون يظل موجودا، فإكهرت يرى ان الله لابد ان يبقى بالكون ليظل الكون موجودا، أي انه إذا ما خرج الله من جوهر أي شيء، لعاد هذا الشئ للاشئ الذي كانه قبل أن يكون ومن هنا يقول إكهرت:
God is not only a Father of all good things، as being their First Cause and Creator، but He is also their Mother، since He remains with the creatures which have from Him their being and existence، and maintains them continually in their being. If God did not abide with and in the creatures، they must necessarily have fallen back، so soon as they were created، into the nothingness out of which they were created.
«الله ليس فقط أبا لكل الأشياء الخيرة، لانه سببها الأول وخالقها، لكنه أيضا ام لكل الأشياء، لانه يبقى بالمخلوقات التي تستمد كيانها ووجودها منه، ويبقيها دوما في وجودها. لو لم يبق الله مع وفي المخلوقات، لكانت المخلوقات قد عادت ثانية بمجرد خلقها للعدم الذي خلقت منه»
و قد دفع هذا إكهرت إلى رفض فكرة الشيطان رغم ذكرها في الإنجيل مما جعل الكهنة يفتحون افواههم ذهلا وغضبا، فلقد راى إكهرت ان الشيطان بمجرد ما حاول الانفصال عن الله تلاشى وزال، فلقد جرد نفسه من العنصر الأهم في (وصفة الوجود) إذا ما جاز التعبير
و من هنا قد يقول البعض ان إكهرت كان يؤمن بوحدة الوجود بلاشك pantheism إلا أن لى راى اخر، فإكهرت قد امن أن الله موجود بمعزل عن الكون وفي الكون أي ان الكون بكل موجوداته كائنة في حضن الاب ولكن لله أيضا وجودا ترانسندنتاليا عليها، بل ان الاله الأعلى لا يظهر للروح الا عندما تتخلص من كل التفرقة والتثنية إلى توحيد الكل، حتى توحيد الذات مع الاله. ومن ثم يتضح ان إكهرت كان اقرب للـوحدة منه لوحدة الوجود بمفهومها المحدد. الله لامتناهى في بساطته وبسيط في لا تناهيه، وبالتالى فهو في كل مكان وفي كل مكان كامل. هو في كل مكان لانه متناهى وهو كامل في كل مكان لانه بسيط (أي ان جوهر الله شيئا واحدا بسيطا فاذا ما اخذت من الله قطرة كانك اخذته كله،) الله فقط يسرى في كل الأشياء، لجوهرها الاعمق. لا يوجد شيء اخر يسرى في الأشياء. الله هو اعمق جزء في كل واى شيء، فقط في اعمق جزء.
الواحد يهبط لكل شيء بالرغم من بقاؤه الواحد الذي يوحد كل ما هو متفرق (لاحظ ترانستندنتالية الاله الاسمى بالرغم من تجليه وحلوله في الكون)
لا شيء يعارض الله كالزمن، لا توجد عمليات كينونة في الله، توجد فقط لحظة الحاضر انها صيرورة من دون صيرورة، صيرورة من دون أي شيء جديد. كل ما هو في الله هو لحظة حاضر ازلية، زمان من دون تجدد. (من هنا يتضح ان الزمن يستخدم للتعبير عن الاختلاف وتتابع الأحداث، فاذا نظرنا لاى حدث على حدة، راينا الزمن، لكننا إذا نظرنا للزجود ككل، نرى ان كل الأحداث في النهاية لا توجد شيئا جديدا، كلها حركة داخل الكون، الاجزاء زمنية اما الكل الموجود في الاله الأعلى فلا يطرا عليه تجديد، انما هو الشئ ذاته. الكل لازمانى)
1- الله خلق العالم بمجرد ان كان الله. لا دهشة في أن عبارة كهذه احتلت المركز الأول في الإدانة، فهي تظهر الله غير ازلى، بدا ببداية الكون لكننى اراها طبيعية تماما إذا ما فهمنا معناها. التفسير معقدا لحد ما، فارجو ممن ليس متبحرا في الفلسفة القفز للنقطة التالية
قلنا ان الله في ذاته وحدة خالصة، وجودا لا شخصى فوق كل ادراك حسى، هذا هو الاله الأعلى. ولا يمكن لهذا الاله ان يكون زمانيا، ولا يمكن له ان يخلق شيئا، فهو السكون المطلق، ومن هنا يظهر تجليه في الاله الشخصى، الزمانى الذي يخلق. فالاله بصورته المطلقة لم يخلق شيئا لان لا حركة فيه، ولا يمكن للكون ان يوجد بجانبه انما يوجد فيه، اما الاله الذي يقف بمعزل عن شيئا ليخلقه فهذا هو الاله الشخصى. الموضوع اشبه بفكر كانط عندما يتكلم عن العالم، فهو يرى العالم في ذاته عالما nominal لا يمكننا ادراكه لكن يمكننا ادراك (ظاهره). يبدو أن إكهرت يعتمد فكرا مشابها فالله (في ذاته) لا شخصى لا يفكر أو يعمل أو يتحرك، لكن ادراك الإنسان الحسى له (أي لظاهر الله دون باطنه) يجعلنا نراه بصورة شخصية وبما ان الله لم يدركه احدا قبل وجود الكون، فلم يكن شخصيا ابدا، انما نحن من شخص الله بادراكنا المعرفى العادى له. ولا نراه في لا شخصيته الا في لحظة التجربة الباطنية. ومما يحرك العقل ويثير الإعجاب وصول الباطنيين الهنود لنفس الفكرة قبل إكهرت رغم عدم علم إكهرت بهم، وقاموا بتسمية الاله اللاشخصى تماماnirguna Brahman أي براهمان الأعلى اما عندما يصير الهة شخصية ذات اجسام (ورؤوس افيال أحيانا !!) فالاله هنا شخصى، يسمى براهمن الأسفل saguna Brahman
2- مجد الله يظهر في كل الامور، الجيدة والسيئة على حد سواء
اظن ان أكثر مآخذ الناس على الباطنية هو تناسيها لكل شرور العالم وقساوته. فالباطنى عندما يرى الكون، ينظر فيه تضادات واختلافات، يوجد الخير والشر، الحلو والقبيح، الغث والسمين، إلا أن الكل في النهاية مشبع داخليا بالله، الله يسرى في كل الأشياء، جمال الازل يستعلن حتى في زجاجة مكسورة على جانب الطريق. فيبقى شكل كما هو، يبقى شكل الامور الشريرة قبيحا ويبقى شكل الامور الخيرة حلوا، إلا أن الأعماق واحدة، العمق والباطن هو الواحد المقدس في كل شيء. وانا ارى ان مثل هذه التجربة هي ما دفعت قديسى العصور الوسطى للدفاع على ان هناك غرضا مقدسا لله من وجود الشر في العالم. واننا حتى لو راينا الشر والظلم باعيننا فلابد لنا من معرفة ان هناك «سبب مبهم» كائن خلف الشر.
3- كل ما اعطاه الله لابنه الوحيد (يقصد يسوع المسيح) في ناسوته، اعطاه لى !
هنا يخرج إكهرت عن المسيحية جهرا ولا ارى أي احتمال لمصالحة هذا القول مع معتقدات الكنيسة من دون أن يقال انه غنوصى ومهرطق
الا انه بإمكانى تعقب سبب هذا القول، وايضاح مشكلة رئيسية بين الفكر الباطنى والمسيحية التي هي (نصف باطنية افلاطونية ونصف يهودية في نظرى). المسيحية ترى ان شخص المسيح هو الله، هو الابن. قد يقول الله في الإنجيل اننا ابناؤه إلا أن هذا لا يجعلنا مساويين للمسيح، هو الابن بالاصل ونحن أبناء بالتبنى، هذه حدود المسيحية القصوى. اما الفكر الباطنى الاصيل فيرى في كل واحدا منا ابنا، ابنا حقيقيا، قد يكون ابنا لا يدرك ذلك، ويحتاج مسار روحى ليدرك جوهره الحقيقى، وقد يكون المسيح أحد اعظم من حققوا بداخلهم وعى البنوة ولكنه ليس ابن الله الوحيد، كلنا أولاد الله، قد يكون المسيح أحد اعظم، أو حتى اعظم من اتحدوا بالله، إلا أن ذلك بمقدور الجميع إذا اهتموا وحاولوا، هذه النقطة في نظرى تعد أكبر خلاف لا يمكن حله بين المسيحية والباطنية، يمكن حلها فقط إذا ما تبنينا نظرة غنوصية مسيحية، إذا ما صح وصف الغنوصية بالمسيحية.

## روابط خارجية
- ميستر إكهرت على موقع الموسوعة البريطانية (الإنجليزية)
- ميستر إكهرت على موقع ميوزك برينز (الإنجليزية)
- ميستر إكهرت على موقع إن إن دي بي (الإنجليزية)
- ميستر إكهرت على موقع ديسكوغز (الإنجليزية)
- ميستر إكهرت على موقع ديسكوغز (الإنجليزية)